# 8713 Azusa
8713 Azusa (1995 BT2) là một tiểu hành tinh vành đai chính được phát hiện ngày 26 tháng 1 năm 1995 bởi K. Endate và K. Watanabe ở Kitami.